# En (Pyrénées-Orientales)
En  est une ancienne commune et actuellement un hameau abandonné, situé dans la commune de Nyer, dans le département français des Pyrénées-Orientales, en région Occitanie.

## Géographie

### Localisation
L'ancienne commune d'En est située à mi-chemin entre Thuès-les-Bains et Nyer (le bourg d'En est toutefois à une altitude qui est supérieure à celle des deux autres de 250 m environ).
Son territoire s'étendait à l'ouest jusqu'aux sources chaudes d'Eixalada, aujourd'hui exploitées par l'établissement thermal de Thuès-les-Bains.

### Géologie et relief
Le hameau d'En se situe autour de 950 mètres d'altitude, au pied du roc de la Bigue et du roc de l'Anima Blanca (1 911 m), au sud.

### Hydrographie
Situé à flanc de montagne, le hameau surplombe la rive gauche de la rivière de Mantet et de la rivière de Nyer, après leur confluence. Néanmoins, l'IGN continue à appeler ce cours d'eau « rivière de Mantet », même en aval du bourg de Nyer. Environ deux kilomètres en aval de Nyer, toujours en contrebas du hameau d'En, la rivière de Mantet conflue avec la Têt, fleuve côtier qui se dirige ensuite vers Prades puis Perpignan.

### Voies de communication et transports
Deux chemins non carrossables mènent à En, en provenance de Thuès-les-Bains et de Nyer.

## Toponymie
Formes du nom
Le premières mentions du nom sont villa Emme en 864, Enne au Xe siècle, En dès 1084 et Eyn en 1298, puis toujours En après 1359,.
Étymologie
Le nom est dérivé du nom germanique féminin Emena ou Emna, lui-même issu du nom de dieu païen Ermenon. Par la suite, le a final a peut-être chuté par confusion avec le nom Emmo, nom connu et notamment porté par une abbesse catalane du Xe siècle.

## Histoire
Au XIe siècle, En est une seigneurie particulière. Engagée auprès de l'abbaye Saint-Martin du Canigou à partir de 1084, elle devient par la suite la propriété de l'abbaye Saint-Michel de Cuxa.
Avant 1793, En dépendait de la paroisse de Nyer, tout en possédant sa propre église.
Érigée en commune à la Révolution, elle est rattachée à la commune de Nyer le 13 mars 1822.

## Démographie
La population est exprimée en nombre de feux (f) ou d'habitants (H).
| 1358 | 1365 | 1378 | 1424 | 1470 | 1515 | 1553 | 1720 | 1767 |
| ---- | ---- | ---- | ---- | ---- | ---- | ---- | ---- | ---- |
| 7 f  | 6 f  | 4 f  | 1 f  | 3 f  | 10 f | 3 f  | 5 f  | 47 H |

| 1789 | 1793 | 1794 | 1800 | 1804 | 1806 | 1820 | - | - |
| ---- | ---- | ---- | ---- | ---- | ---- | ---- | - | - |
| 10 f | 66 H | 75 H | 66 H | 60 H | 65 H | 79 H | - | - |

N.B. : à partir de 1826, les habitants d'En sont recensés avec ceux de Nyer.

## Culture locale et patrimoine
Lieux et monuments
- Église Saint-Just-et-Saint-Pasteur d'En
- Monastère Saint-André d'Eixalada : construit en 840 près des sources chaudes, sur la rive droite de la Têt, environ un kilomètre en aval de l'actuel établissement thermal de Thuès-les-Bains, en fin du défilé des Graus, il est détruit par une crue en octobre 878 ; les moines déménagent alors pour fonder l'abbaye Saint-Michel de Cuxa[2].